# Lilian Calmejane
Lilian Calmejane (Albi, 6 de dezembro de 1992) é um ciclista francês que atualmente corre para a equipa Total Direct Énergie.

## Biografia
Deu o salto ao profissionalismo em 2016 com 23 anos, da mão da equipa de Jean-René Bernaudeau, a Direct Énergie. Tinha conseguido grandes resultados como amador nas últimas campanhas como uma etapa da Ronde d'Isard e outra no Tour de Bretanha.
Na sua primeira grande volta, a Volta a Espanha de 2016, conseguiu vencer na quarta etapa finalizada em San Andrés de Teixido, num percurso em media montanha. Desta forma, consagrou-se como um dos poucos ciclistas que é capaz de ganhar uma etapa numa grande volta em seu primeiro ano como profissional. Ao ano seguinte, também conseguiu uma vitória de etapa em seu primeiro Tour de France.

## Palmarés
2014 (como amador)
- 1 etapa da Ronde d'Isard

2015 (como amador)
- Triptyque des Monts et Châteaux, mais 1 etapa
- 1 etapa do Tour de Bretanha

2016
- 1 etapa da Volta a Espanha

2017
- Estrela de Bessèges, mais 1 etapa
- Settimana Coppi e Bartali, mais 1 etapa
- Circuito de la Sarthe, mais 1 etapa
- 1 etapa do Tour de France

2018
- A Drôme Classic
- Paris-Camembert

2019
- Classic Sud Ardèche
- 1 etapa do Tour de Limusino

## Resultados nas Grandes Voltas e Campeonatos do Mundo
| Carreira           | 2016 | 2017 | 2018 | 2019 |
| ------------------ | ---- | ---- | ---- | ---- |
| Giro d'Italia      | -    | -    | -    | -    |
| Tour de France     | -    | 35º  | 30º  | 106º |
| Volta a Espanha    | 70º  | -    | -    | -    |
| Mundial em Estrada | -    | 85º  | -    | -    |

-: não participa 

Ab.: abandono 

## Equipas
- Direct Énergie (2016-presente)